# スルフロスピリルム・ムルティウォランス
スルフロスピリルム・ムルティウォランス（Sulfurospirillum multivorans）はカンピロバクター科に属するグラム陰性の非芽胞形成偏性嫌気性らせん菌。かつてはデハロスピリルム・ムルティウォランス（Dehalospirillum multivorans）として独立の属が与えられていたが、2003年にスルフロスピリルム属に変更された。GC含量は41.5。
活性汚泥から発見された。チトクロムbおよびcを有する。水素やギ酸、ピルビン酸及び乳酸などをトリクロロエチレンや、テトラクロロエチレンなどの塩素化合物により酸化して利用することができる。酸化剤として利用されたトリクロロエチレンやテトラクロロエチレンはジクロロエチレンと塩化水素となる。電子受容体としてはほかに硝酸塩やフマル酸塩も利用できる。